# Alaudala
Alaudala är ett släkte i familjen lärkor inom ordningen tättingar. Släktet omfattar numera vanligen fem arter som förekommer från södra Europa till Myanmar, Mongoliet och Östafrika:
- Tuvlärka (A. somalica)
- Sidenvägslärka (A. cheleensis)
- Medelhavslärka (A. rufescens)
- Sandlärka (A. raytal)
- Turkestanlärka (A. heinei)

Tidigare placerades arterna tillsammans med korttålärkor i Calandrella, men genetiska studier visar att de snarare står närmast berglärkorna i Eremophila och förs därför numera till det egna släktet Alaudala.
Medelhavslärka, turkestanlärka och sidenvägslärka behandlades fram tills nyligen som en och samma art, dvärglärka. En sentida DNA-studie visar dock att dvärglärkan tillsammans med sandlärka utgör ett kryptiskt artkomplex med utvecklingslinjer som skildes åt för 1,8–3,2 miljoner år sedan. Dessa urskiljs därför numera som egna arter.